# Telegrafenmarke

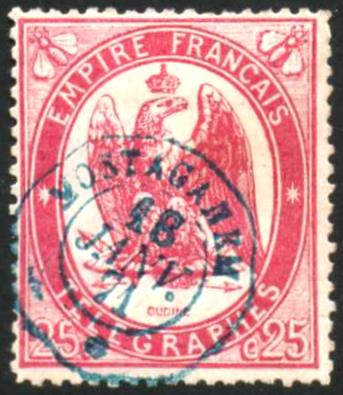
Französische Telegrafenmarke von 1868

Telegrafenmarken sind aufklebbare Wertzeichen, die von privaten oder staatlichen Telegrafendiensten herausgegeben wurden, um die Entrichtung der Telegrammgebühr (bzw. des -entgeltes) zu quittieren.

## Geschichte
Die ersten staatlichen Telegrafenmarken erschienen 1861 in Britisch-Indien, jedoch waren bereits 1853 Marken der privaten English and Irish Magnetic Telegraph Co. erschienen.
Nicht alle Länder gaben Telegrafenmarken heraus, es sind Marken von ca. 60 Staaten bekannt. Da Post und Telegrafendienst oft in einer Behörde zusammengefasst waren, kamen zur Quittierung der Telegrammgebühren auch Briefmarken zur Verwendung. Diese sind dann an den besonderen Entwertungen (Telegrafenstempel, Lochungen) zu erkennen.
Mit der Verbreitung des Telefons in Privathaushalten nahm die Bedeutung des Telegramms und damit der Telegrafenmarken bereits in der ersten Hälfte des 20. Jahrhunderts stark ab. Die wahrscheinlich letzten Telegrafenmarken wurden Mitte der 1990er Jahre von Honduras und der Dominikanischen Republik ausgegeben.

## Verwendung

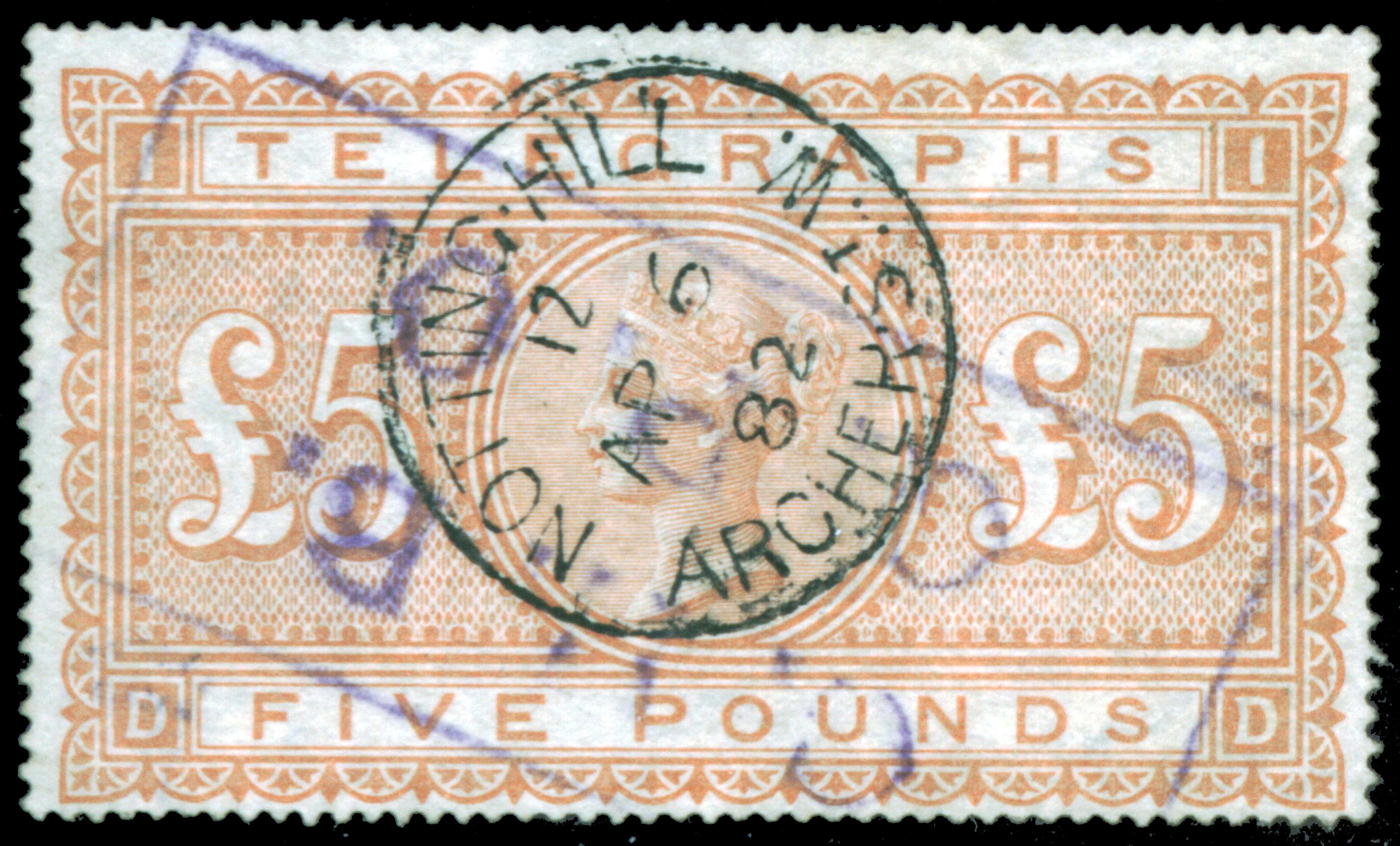
Britische 5£-Telegrafenmarke von 1877

Es existieren zwei Arten von Telegrafenmarken, die sich in ihrer Verwendung unterscheiden. Telegrafenmarken, die auf das Einlieferungsformular eines Telegramms oder eine Einlieferungsquittung geklebt und mit Stempel, Lochung oder Schriftzug entwertet wurden, dienten ausschließlich der Quittierung des entrichteten Betrages für ein Telegramm. In einigen Ländern wurden zweiteilige Marken herausgegeben, eine Hälfte erhielt der Einlieferer auf einer Quittung, die zweite Hälfte wurde auf das Telegrammformular geklebt. Diese Praxis war zum Beispiel in Argentinien, Indien und Uganda zeitweilig üblich. 
Ein anderer Typ von Telegrafenmarken wurde nicht vom Telegrafenamt, sondern von der Post verwendet. In Orten ohne Telegrafenamt agierte die Post als Agent für den Telegrafendienst. Kunden konnten ein Telegramm bei der Post aufgeben, die es auf dem Postweg zum nächsten Ort mit einem Telegrafenamt beförderte. Hierzu wurden Telegrafenmarken in der Höhe der Telegrammgebühr auf dem Umschlag angebracht. Da die Post Gebühren eingenommen hatte, die dem Telegrafendienst zustanden, legte letzterer zur Erstattung dieser Gebühren die Umschläge mit Telegrafenmarken den zuständigen Postbehörden vor. Nach einer Aufbewahrungsfrist wurden diese Umschläge vernichtet, um Missbrauch zu verhindern. Zu diesen „Verrechnungsmarken“ gehören beispielsweise die ersten staatlichen Telegrafenmarken von Britisch-Indien (1861).

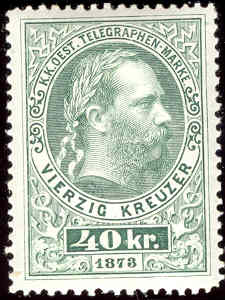
Österreichische 40-Kreuzer-Telegrafenmarke von 1873

Telegrafenmarken wurden oft in hohen Nominalen ausgegeben. Fehlten der Post solche Werte, wurden staatliche Telegrafenmarken gelegentlich als Briefmarken zugelassen. Diese Praxis ist aus Westaustralien und einigen süd- und mittelamerikanischen Ländern bekannt.

## Sammeln von Telegrafenmarken
Im Vergleich zu Briefmarken und Fiskalmarken werden Telegrafenmarken heutzutage nur noch von wenigen Sammlern beachtet. Telegrafenmarken, die als Verrechnungsmarken der Post verwendet wurden oder amtlich als Briefmarke zugelassene Telegrafenmarken, sind in Briefmarkenkatalogen gelistet und erzielen in guter Erhaltung auf Auktionen hohe Preise. Im Gegensatz dazu sind besonders die hohen Nennwerte von Briefmarken, die als Telegrafenmarken verwendet wurden und besondere Telegrafen-Stempel tragen, häufiger als postalisch verwendete Stücke und werden oft mit Abschlägen gehandelt.